# 톈탄둥먼역
톈탄둥먼역(중국어: 天壇東門站)은 중국 베이징시 둥청구 톈탄 가도·체육관로 가도 접경의 톈탄 동로·체육관로 교차로에 위치한 베이징 지하철 5호선의 역이다. 역의 색조는 흰색이다.

## 위치
이 역은 톈탄 동로와 체육관로의 교차로, 천단 동문 밖에 위치하고 있다.

## 역 구조

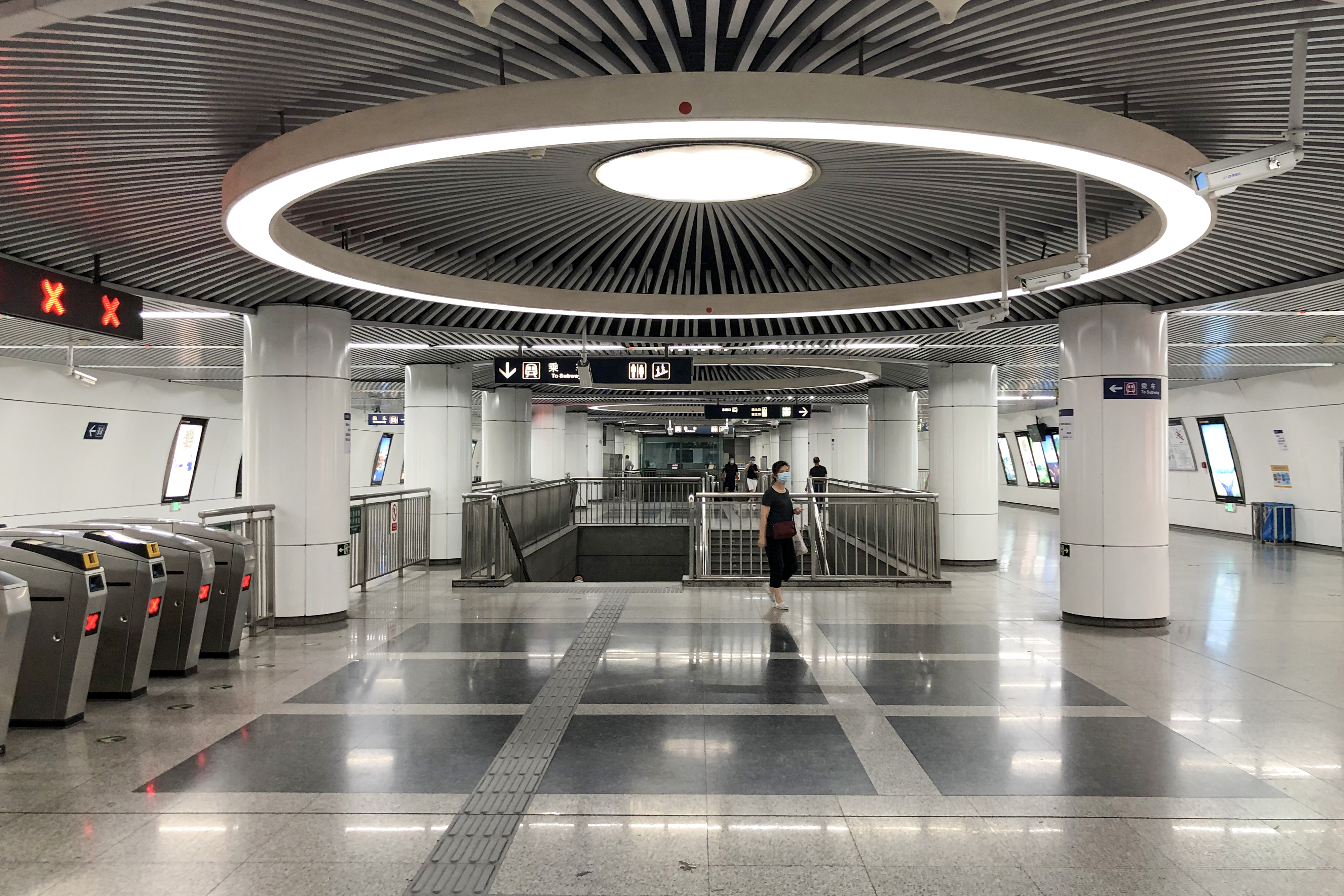
톈탄둥먼역 대합실 (2020년 7월)

이 역은 지하역으로서 섬식 승강장으로 설계되어 있으며, 역 내부 장식은 둥근 하늘을 이미지하여 디자인되었다.

### 층별 구조
| 지면층          | 출구                            | A-C출구                              |
| 지하 1층        | 대합실                          | 고객센터, 자동매표기, 이카통 충전    |
| 지하 2층 승강장 | ←                               | ■ 5호선 톈퉁위안베이 방면 (츠치커우) |
| 지하 2층 승강장 | 섬식 승강장, 왼쪽 출입문이 열림 |                                      |
| 지하 2층 승강장 | →                               | ■ 5호선 쑹자좡 방면 (푸황위)         |

### 승강장
톈탄둥먼역에는 1개의 섬식 승강장이 있으며, 톈탄 동로의 지하에 위치하고 있다. 본역의 승강장 남단에는 회차선이 설치되어 있다.

## 출구
본역에는 3개의 출구가 있다.: A2(서북), B(동), C(동남)
|                            |                                         |      |             |
| 출구                       | 출구 인근                               | 사진 | 무장애 시설 |
| 出口 · A · 2               | 톈탄로(天坛路)                          |      |             |
| 出口 · B                   | 톈탄 동로(天坛东路), 체육관로(体育馆路) |      |             |
| 出口 · C                   | 톈탄 동로(天坛东路), 룽탄로(龙潭路)     |      |             |
| 아이콘 설명: 휠체어 리프트 |                                         |      |             |